# Бомонт ан Ож
Бомонт ан Ож (фр. Beaumont-en-Auge) насеље је и општина у северној Француској у региону Доња Нормандија, у департману Калвадос која припада префектури Лисје.
По подацима из 2011. године у општини је живело 442 становника, а густина насељености је износила 55,39 становника/km². Општина се простире на површини од 7,98 km². Налази се на средњој надморској висини од 125 метара (максималној 146 m, а минималној 29 m).

## Демографија
| 1962. | 1968. | 1975. | 1982. | 1990. | 1999. | 2011. |
| ----- | ----- | ----- | ----- | ----- | ----- | ----- |
| 396   | 469   | 409   | 397   | 472   | 496   | 442   |

График промене броја становника у току последњих година